# صلوات‌خوانی
صلوات‌خوانی یکی از آیین‌های موسیقایی ایرانیان مسلمان است. این آیین هنگام سحر انجام می‌شده و در آن مسلمانان با ذکر صلوات همسایه‌شان را از خواب بیدار می‌کردند.

## انواع
در ماه رمضان سحرخوان‌ها علاوه بر آواز، نقاره هم می‌نواختند تا حنجره‌شان دمی بیاساید؛ مناجات‌خوانی، اذان‌گفتن و دعاخواندن بخش‌های دیگری بود که به وقت سحر یکی پس از دیگری اجرا می‌شد و این‌ها همه تمهیداتی بود که ایرانیان در گذشته برای به موقع بیدار کردن  از خواب اندیشیده بودند.
سحرخوان‌ها تا نزدیک اذان به خواندن ادامه می‌دادند و سپس هنگامی که وقت اذان نزدیک می‌شد، ابیاتی را می‌خواندند که پایان هر بیت آن با یک صلوات همراه بود و همین رمزی بود که مردم تازه‌بیدارشده را آگاه می‌کرد که دیگر وقت کمی برای خوردن سحری دارند؛ به این کار صلوات‌خوانی می‌گفتند. سپس دعاخوان‌ها دعای سحر را می‌خواندند و پس از آن مؤذن اذان می‌گفت.
«صلوات‌خوانی» تنها به ماه رمضان اختصاص نداشت اما در این ماه زیباتر اجرا می‌شد و در برخی شهرها چون دزفول و شوشتر حتی صلوات‌خوانی شاد هم وجود داشت.

## صلوات‌خوانی در حال حاضر
در گذشته بیش از ۹۰ نوع صلوات‌خوانی گروهی در نقاط مختلف ایران وجود داشته که در حال حاضر تنها دو نوع آن شناخته شده‌است.

## پی‌نوشت
1. ↑  جاوید، «نغمه‌های فراموش‌شدهٔ رمضان…»، خبرگزاری میراث فرهنگی.
2. ↑  جاوید، «نغمه‌های فراموش‌شدهٔ رمضان…»، خبرگزاری میراث فرهنگی.
3. ↑  جاوید، «نغمه‌های فراموش‌شدهٔ رمضان…»، خبرگزاری میراث فرهنگی.
4. ↑  جاوید، «نغمه‌های فراموش‌شدهٔ رمضان…»، خبرگزاری میراث فرهنگی.
5. ↑  جاوید، «نغمه‌های فراموش‌شدهٔ رمضان…»، خبرگزاری میراث فرهنگی.